# Viktoria von Hessen-Rotenburg

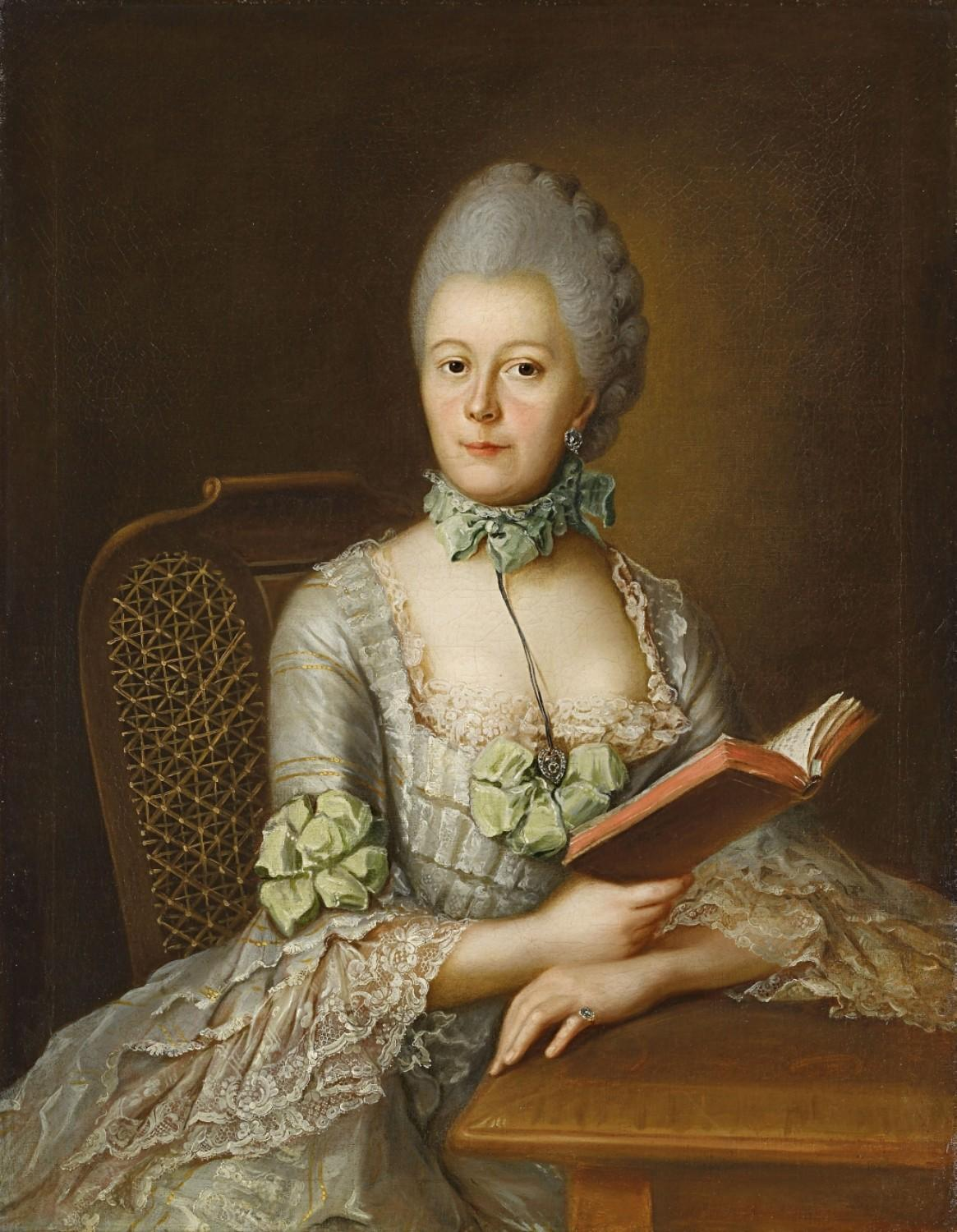

Anna Viktoria Maria Christina von Hessen-Rotenburg (* 25. Februar 1728 in Rotenburg an der Fulda; † 1. Juli 1792 in Paris) war eine Prinzessin von Hessen und durch Heirat Prinzessin von Soubise. Ihr Ehemann war der französische Offizier und Staatsmann.

## Leben
Viktoria wurde in Rotenburg an der Fulda als Tochter des Erbprinzen Joseph von Hessen-Rotenburg, und dessen Frau Christine geb. von Salm geboren. Sie war das älteste von vier Kindern.
Am 23. Dezember 1745 heiratete sie Charles de Rohan, prince de Soubise, im Schloss Rohan in Saverne. Er war Chef einer Nebenlinie des Hauses Rohan, das am Hof von Versailles den Rang eines „Prince étranger“ hatte.
Ihr Ehemann war zweimal verwitwet. In erster Ehe war er mit Anne Marie Louise de La Tour d’Auvergne, Tochter von Emmanuel Théodose de La Tour d’Auvergne (1722–1739), und in zweiter Ehe mit Prinzessin Anne Thérese von Savoyen-Carignan, Tochter von Victor Amadeus, prince de Carignan (1717–1745), verheiratet. Viktoria hatte daher zwei Stieftöchter: Charlotte, die spätere Princesse de Condé, und Madame de Guéméné, die Gouvernante der Kinder Ludwigs XVI. wurde.
Cousins von ihr waren Viktor Amadeus III. und die tragische Prinzessin Marie-Louise von Savoyen-Carignan.
Wie ihr Ehemann hatte sie mehrere Liebhaber. 1757 wurde sie auf Befehl Ludwigs XV. in Tournai festgenommen, da sie ihrem Ehemann angeblich Juwelen im Wert von 900.000 Livres gestohlen hatte, um mit ihrem Liebhaber, dem Monsieur de Laval-Montmorency, zu fliehen.
Das Ehepaar trennte sich. Sie hatten keine Kinder und Viktoria starb fünf Jahre nach ihrem Mann.